# Paperino (Prato)
Paperino is een plaats (frazione) in de Italiaanse gemeente Prato.